# Ashutosh Lobo Gajiwala
Ashutosh Lobo Gajiwala, né le 17 mai 1993 est un acteur indien. Il a interprété le rôle de Salim Malik adolescent, le frère aîné de Jamal (joué par Tanay Chheda) dans Slumdog Millionaire.